# Mafra (Czechy)

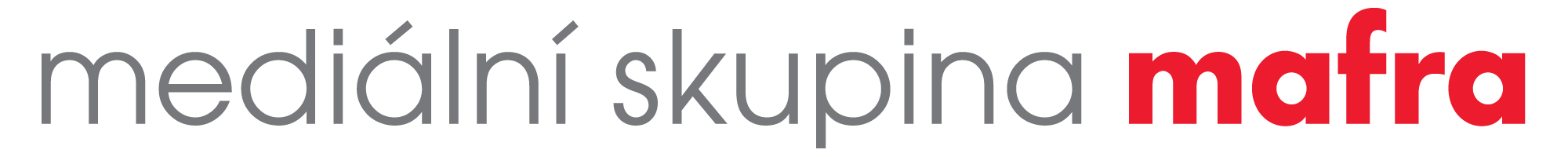
Logo przedsiębiorstwa Mafra

Mafra – czeska grupa mediowa. Wydaje m.in. czeskie dzienniki „Mladá fronta DNES” i „Lidové noviny”. Jest także właścicielem serwisu informacyjnego iDNES.cz.
Przedsiębiorstwo należy do holdingu Agrofert.